# Mathilda Hodgkins-Byrne
Mathilda Kathryn R. Hodgkins-Byrne (1 de outubro de 1994) é uma remadora britânica.

## Carreira
Ela ganhou uma medalha de ouro no skiff duplo no Campeonato Mundial de Remo Sub-23 de 2016. Ela ganhou uma medalha de bronze no Campeonato Mundial de Remo de 2017 em Sarasota, Flórida, como parte do skiff quádruplo com Bethany Bryan, Jessica Leyden e Holly Nixon. Em 2020, ela ganhou seu segundo Wingfield Sculls, sua vitória anterior foi em 2015. Em 2021, ela ganhou uma medalha de prata europeia no skiff quádruplo em Varese.
Nos Jogos Olímpicos de Verão de 2024, em Paris, conquistou a medalha de bronze na competição de skiff duplo feminino, ao lado de Becky Wilde com o tempo de 6:53.22.